# 薩漢西克 (羅姆內區)
50°35′19″N 33°37′39″E / 50.58861°N 33.62750°E
薩漢斯凱（烏克蘭語：Саханське）是位於烏克蘭東北部的村莊，由蘇梅州羅姆內區的安德里亞希夫卡市鎮負責管轄。該村距離扎庫班卡約1公里，海拔高度172米，2001年該村落人口66。